# Supremo Tour
Supremo Tour es la Primera gira musical del Dúo Chino y Nacho, con el fin de promover su tercer álbum de estudio, Supremo. La gira fue anunciada en abril de 2012 y comenzó oficialmente el 9 de mayo del mismo año en San Francisco, Estados Unidos. y los llevará a San Diego, Los Ángeles, Nueva York, Orlando y Charleston, entre otras ciudades

## Fechas de la gira
| Fecha               | Ciudad         | País           | Lugar                    |
| ------------------- | -------------- | -------------- | ------------------------ |
| Norteamérica        |                |                |                          |
| 9 de mayo de 2012   | San Francisco  | Estados Unidos | The Fillmore             |
| 11 de mayo de 2012  | Los Ángeles    | Estados Unidos | Club Nokia               |
| 12 de mayo de 2012  | San Diego      | Estados Unidos | Cirque de la mer Stadium |
| 17 de mayo de 2012  | Chicago        | Estados Unidos | Congress Theatre         |
| 18 de mayo de 2012  | Orlando        | Estados Unidos | The Castle               |
| 19 de mayo de 2012  | Dallas         | Estados Unidos | House of Blues           |
| 20 de mayo de 2012  | Houston        | Estados Unidos | Arena Theater            |
| 21 de mayo de 2012  | Washington D.C | Estados Unidos | The Fillmore             |
| 26 de mayo de 2012  | Nueva York     | Estados Unidos | Irving Plaza             |
| 16 de junio de 2012 | Charleston     | Estados Unidos | Siempre Mujer Event      |

- Datos: Q9080671